# ヒナコウモリ
ヒナコウモリ（Vespertilio sinensis）は、コウモリ目（翼手目）・ヒナコウモリ科・ヒナコウモリ属に分類されるコウモリの一種。
2002年（平成14年）3月に『改訂・日本の絶滅のおそれのある野生生物 -レッドデータブック- 1 哺乳類』が作成された際には絶滅危惧II類（VU）であったが、2007年（平成19年）8月3日に発表されたレッドリスト（2007年版）では、生息情報の増加を理由にランク外とされた。

## 分布
日本（北海道、本州、四国、九州）、朝鮮半島、台湾、中国東部、シベリア東部に分布する。

## 特徴
前腕長47-54mm、頭胴長78-80mm、尾長35-50mm、体重14-30g。体には白っぽい毛が混ざり合って、霜降り模様となる。
樹洞や家屋などに昼間は隠れており、日没後に活動する。初夏に1-3仔を出産する。本種の超音波の周波数は20-40kHz。